# Agustín Pedro Justo
Agustín Pedro Justo Rolón (Concepción del Uruguay, 26 febbraio 1876 – Buenos Aires, 11 gennaio 1943) è stato un politico e generale argentino.
Fu presidente dell'Argentina dal 20 febbraio 1932 al 20 febbraio 1938, durante il cosiddetto decennio infame.

## Biografia
Dopo gli studi presso le accademie militari, trascorse gli anni dal 1903 al 1930 insegnando scienze militari, matematica e ingegneria civile presso istituti civili e militari a Buenos Aires o nelle vicinanze. Elevato al grado di generale, per un breve periodo dopo il colpo di stato effettuato nel 1930 da José Félix Uriburu servì come comandante in capo dell'esercito. Justo deteneva i portafogli della guerra, dell'agricoltura e delle opere pubbliche e raggiunse il culmine della sua carriera politica quando, nel 1931, venne eletto presidente dell'Argentina: alle elezioni si presentò con la coalizione conservatrice Concordancia ed ottenne il 43.2% dei voti. L'elezione fu fortemente contestata dalle opposizioni che denunciarono brogli ed intimidazioni.
Durante i primi anni della sua amministrazione, si trovò di fronte alla ricostruzione politica ed economica del suo paese, indebolita dal recente golpe e dalla depressione economica mondiale. Egli inaugurò quello che equivaleva a uno stato di polizia, anche se i suoi atti presidenziali erano considerati più moderati di quelli del suo predecessore, Uriburu. Durante la sua presidenza fu siglato il discusso patto Roca-Runciman, che di fatto consegnò nelle mani dell'Impero britannico l'industria nazionale della lavorazione della carne. L'accordo fu denunciato dalle opposizioni ed in particolare dal democratico-progressista Lisandro de la Torre, il quale comprovò la validità delle accuse di corruzione nei confronti dei ministri Pinedo e Duhau. Alle elezioni del 1937 non venne ricandidato dalla Concordancia; di conseguenza, l'anno dopo il suo mandato presidenziale scadde.
Durante la seconda guerra mondiale, Justo si oppose alla politica di neutralità del presidente Ramón Castillo, invitando l'Argentina a dichiarare guerra alle potenze dell'Asse. Dopo che il Brasile dichiarò guerra alla Germania e all'Italia (agosto 1942), Justo accettò una commissione come generale nell'esercito brasiliano. Morì per cause naturali e fu sepolto al Cimitero della Recoleta; la sua dipartita rimosse il rivale più temibile di Castillo nell'arena politica argentina.